# Mike Matheson
Michael Wallace Matheson (ur. 27 lutego 1994 w Pointe-Claire) – kanadyjski hokeista grający na pozycji obrońcy, reprezentant kraju.

## Przebieg kariery klubowej
- Lac St-Louis Lions (2009–2011)
- Dubuque Fighting Saints (2011–2012)
- Boston College Eagles (2012–2015)
- San Antonio Rampage (2015)
- Florida Panthers (2015)
- Portland Pirates (2015–2016)
- Florida Panthers (2016–)

## Kariera
Mike Matheson karierę sportową rozpoczął w 2009 roku w juniorskim klubie Lac St. Louis Lions występującym w lidze Quebec Midget AAA, w którym występował do 2011 roku i zdobył w tym czasie brązowy medal Telus Cup 2011 oraz został wybrany do drużyny turnieju. Następnie został zawodnikiem klubu ligi USHL - Dubuque Fighting Saints, w barwach którego w sezonie 2011/2012 był liderem klasyfikacji najskuteczniejszych obrońców oraz został wybrany do Drużyny Debiutantów USHL. Znakomite występy w lidze spowodowały, że talent Mathesona zauważyli działacze klubu ligi NHL – Floridy Panthers, którzy dnia 22 czerwca 2012 roku wybrali go w pierwszej rundzie draftu NHL z numerem 23. Następnie zaczął grać w drużynie uniwersyteckiej Boston College Eagles w lidze NCAA, z którym zdobył mistrzostwo sezonu zasadniczego NCAA oraz był wybierany do Drużyny Debiutantów, Drużyny Amerykanów, Drużyna NCAA wybieranych przez Amerykańskie Stowarzyszenie Hokejowych Trenerów (AHCA).
Dnia 30 kwietnia 2014 roku postanowił pozostać w drużynie na sezon 2014/2015, tym samym dementując plotki o opuszczeniu szkoły i podpisaniu kontraktu z Floridą Panthers, a dnia 8 maja 2014 roku został kapitanem na sezon 2014/2015. Po zakończeniu sezonu podpisał kontrakt z Floridą Panthers i został wysłany do klubu fifialnego w lidze AHL - San Antonio Rampage.
Po zakończeniu sezonu 2014/2015 przeszedł do Floridy Panthers, w barwach którego zaliczył debiut w lidze NHL dnia 20 lutego 2016 roku w meczu wyjazdowym z Winnipeg Jets, który zakończył się zwycięstwem Panter 1:3, a Matheson spędził w tym meczu 2 minut na ławce kar za zahaczanie. Natomiast pierwszy punkt zdobył dnia 17 kwietnia 2016 roku w 3. meczu fazy play-off na wyjeździe z New York Islanders, asystując wraz z Alexem Petrovicem przy bramce Reilly'ego Smitha na 1:0 w 2. minucie meczu, który zakończył się porażką Panter 3:4. Jednak z powodu braku miejsca w składzie kilkakrotnie przenosił się do klubu ligi AHL - Portland Pirates, dla którego zdobył 20 punktów (8 bramek, 12 asyst).
W sezonie 2016/2017 był już podstawowym zespołu, w którym zdobył swoją pierwszą bramkę w lidze NHL dnia 18 października 2016 roku w meczu domowym z Tampa Bay Lightning, pokonując w 15. minucie Bena Bishopa na 3:2 przy asyście Grega McKegga i Jasona Demersa, jednak zakończył się porażką jego drużyny po rzutach karnych 3:4.

### Kariera reprezentacyjna
Mike Matheson występował w reprezentacji Kanady U-17 podczas World U-17 Hockey Challenge 2011 w Kanadzie, reprezentacji Kanady U-18 podczas Memoriału Ivana Hlinki 2011 w Czechach i na Słowacji oraz w reprezentacji Kanady podczas mistrzostw świata 2016 w Rosji, na których zdobył mistrzostwo świata oraz został wybrany najlepszym obrońcą turnieju i mistrzostw świata 2017 w Niemczech i we Francji, na których zdobył wicemistrzostwo świata.

## Statystyki

### Klubowe
| 2009-2010                | Lac St-Louis Lions       | QMAAA                    | 36  | 5  | 6  | 11 | 33  | –   | – | – | – | 17 | 6  | 7  | 13 | 10 |
| 2010-2011                | Lac St-Louis Lions       | QMAAA                    | 35  | 14 | 24 | 38 | 72  | –   | – | – | – | 15 | 7  | 18 | 25 | 16 |
| 2011-2012                | Dubuque Fighting Saints  | USHL                     | 53  | 11 | 16 | 27 | 84  | 0   | – | – | – | 5  | 4  | 1  | 5  | 4  |
| 2012-2013                | Boston College Eagles    | NCAA                     | 36  | 8  | 17 | 25 | 78  | +15 | – | – | – | –  | –  | –  | –  | –  |
| 2013-2014                | Boston College Eagles    | NCAA                     | 38  | 3  | 18 | 21 | 49  | +18 | – | – | – | –  | –  | –  | –  | –  |
| 2014-2015                | Boston College Eagles    | NCAA                     | 38  | 3  | 22 | 25 | 26  | –4  | – | – | – | –  | –  | –  | –  | –  |
| 2014-2015                | San Antonio Rampage      | AHL                      | 5   | 0  | 2  | 2  | 8   | +1  | 0 | 0 | 0 | –  | –  | –  | –  | –  |
| 2015-2016                | Florida Panthers         | NHL                      | 3   | 0  | 0  | 0  | 2   | –1  | 0 | 0 | 0 | 5  | 0  | 1  | 1  | 0  |
| 2015-2016                | Portland Pirates         | AHL                      | 54  | 8  | 12 | 20 | 30  | +14 | – | – | – | 5  | 0  | 1  | 1  | 0  |
| 2016-2017                | Florida Panthers         | NHL                      | 81  | 7  | 10 | 17 | 36  | –5  | 0 | 0 | 0 | –  | –  | –  | –  | –  |
| Razem w QMAAA (2 sezony) | Razem w QMAAA (2 sezony) | Razem w QMAAA (2 sezony) | 65  | 19 | 30 | 49 | 105 | 0   | – | – | – | 32 | 13 | 25 | 38 | 26 |
| Razem w USHL (1 sezon)   | Razem w USHL (1 sezon)   | Razem w USHL (1 sezon)   | 53  | 11 | 16 | 27 | 84  | 0   | – | – | – | 5  | 4  | 1  | 5  | 4  |
| Razem w NCAA (3 sezony)  | Razem w NCAA (3 sezony)  | Razem w NCAA (3 sezony)  | 112 | 14 | 57 | 71 | 153 | +29 | – | – | – | –  | –  | –  | –  | –  |
| Razem w AHL (2 sezony)   | Razem w AHL (2 sezony)   | Razem w AHL (2 sezony)   | 59  | 8  | 14 | 22 | 38  | +15 | – | – | – | 3  | 0  | 1  | 1  | 2  |
| Razem w NHL (2 sezony)   | Razem w NHL (2 sezony)   | Razem w NHL (2 sezony)   | 84  | 7  | 10 | 17 | 38  | –6  | – | – | – | 5  | 0  | 1  | 1  | 0  |

### Reprezentacyjne
| Rok                | Drużyna            | Turniej            | Miejsce            |    | M | G  | A  | Pkt | Kary |
| ------------------ | ------------------ | ------------------ | ------------------ | -- | - | -- | -- | --- | ---- |
| 2011               | Kanada U-17        | WHC-U17            | 4                  | 6  | 2 | 6  | 8  | 10  |      |
| 2011               | Kanada U-18        | MIH                | 1                  | 5  | 0 | 0  | 0  | 2   |      |
| 2016               | Kanada             | MŚ                 | 1                  | 10 | 2 | 4  | 6  | 0   |      |
| 2017               | Kanada             | MŚ                 | 2                  | 10 | 1 | 6  | 7  | 10  |      |
| Ogółem jako junior | Ogółem jako junior | Ogółem jako junior | Ogółem jako junior | 11 | 2 | 6  | 8  | 10  |      |
| Ogółem jako senior | Ogółem jako senior | Ogółem jako senior | Ogółem jako senior | 20 | 3 | 10 | 13 | 10  |      |
| Razem              | Razem              | Razem              | Razem              | 31 | 5 | 16 | 21 | 20  |      |

## Sukcesy

### Lac St-Louis Lions
- 3. miejsce Telus Cup: 2011

### Boston College Eagles
- Mistrz sezonu zasadniczego NCAA: 2014

### Reprezentacyjne
- Memoriał Ivana Hlinki: 2011
- Mistrzostwo świata: 2016
- Wicemistrzostwo świata: 2017

### Indywidualne
- QMAAA Prospect Award: 2010
- Drużyna QMAAA: 2010
- Najlepszy obrońca Telus Cup: 2011
- Najlepsze zagranie USHL: 2012
- Drużyna Debiutantów USHL: 2012
- Drużyna Debiutantów NCAA: 2013
- Drużyna Amerykanów NCAA: 2014
- Drużyna NCAA: 2014
- Mistrzostwa Świata w Hokeju na Lodzie 2016/Elita:
  - Trzecie miejsce w klasyfikacji +/- turnieju: +11[10]
  - Najlepszy obrońca turnieju[11]
  - Skład gwiazd turnieju[12]